# Reuzenkerk van Kastelli
Kastelli  is een zogenaamde reuzenkerk in de Finse regio Pohjois-Pohjanmaa. Het is rechthoekige stenen omheining van 60 bij 35 meter. De muur is 2 meter hoog en 7 meter breed en er zijn 6 ingangen. De omheining wordt omringd door 20 hopen stenen. In 1920 werd het tijdens opgravingen ontdekt. De ruïne stond ooit op de Finse voorlopige lijst werelderfgoed.
De constructie werd ongeveer 2700-2200 voor Christus gemaakt ten tijde van de subneolithische Kierikki- en Pöljäcultuur, beide lokale varianten van de kamkeramiekcultuur en diende toen mogelijk als een opslagplaats voor voedsel, waaronder gedode zeehonden. In die tijd lag deze plaats ongeveer 45-55 meter lager dan nu, en vermoedelijk op een eilandje aan de kust. Tegenwoordig ligt deze plaats 57 meter boven de zeespiegel, door de postglaciale bodemstijging.